# Глибинка
Глибинка — місцевість віддалена від районного чи обласного центру, великого населеного пункту.
Як правило це визначення використовують, коли мова йде про людські поселення — села, хутори, життя тамтешніх мешканців.
Наприклад, у відомій пісні під назвою «Растаманы из глубинки» Бориса Гребенщикова, змальовуються певні особливості поведінки, ритм і стиль, життєдіяльність місцевих растаманів — певної категорії жителів провінційного населеного пункту.
Широко використовуються словосполучення: поліська глибинка, російська глибинка, сільська глибинка тощо.
Було б помилкою вважати, що через недорозвинену інфраструктуру у глибинці її жителі позбавлені можливості розвитку. Так, в Україні, здебільшого у глибинці, люди не мають повного доступу до всіх сучасних надбань цивілізації, як то інтернет, заклади культури, кабельне телебачення. Але багато з них є успішними і задоволеними життям громадянами. Про що свідчать численні авторські публікації в українських ЗМІ.